# Paul Goodison
Paul Martin Goodison (Sheffield, 29 de noviembre de 1977) es un deportista británico que compitió en vela en la clase Laser. 
Participó en tres Juegos Olímpicos de Verano, obteniendo una medalla de oro en Pekín 2008, en la clase Laser, el cuarto lugar en Atenas 2004 y el séptimo en Londres 2012.
Ganó dos medallas en el Campeonato Mundial de Laser, oro en 2009 y bronce en 2002, y nueve medallas en el Campeonato Europeo de Laser entre los años 2000 y 2010.

## Palmarés internacional
| \| Juegos Olímpicos \| Juegos Olímpicos \| Juegos Olímpicos \| Juegos Olímpicos \| \| Año \| Lugar \| Medalla \| Clase \| \| ------------------ \| ------------------------ \| ----------------- \| ---------------- \| \| 2008 \| Pekín (China) \| Medalla de oro \| Laser \| \| Campeonato Mundial \| \| \| \| \| Año \| Lugar \| Medalla \| Clase \| \| 2002 \| Hyannis (Estados Unidos) \| Medalla de bronce \| Laser \| \| 2009 \| Halifax (Canadá) \| Medalla de oro \| Laser \| \| Campeonato Europeo \| \| \| \| \| Año \| Lugar \| Medalla \| Clase \| \| 2000 \| Warnemünde (Alemania) \| Medalla de plata \| Laser \| \| 2002 \| Vallensbæk (Dinamarca) \| Medalla de bronce \| Laser \| \| 2004 \| Warnemünde (Alemania) \| Medalla de plata \| Laser \| \| 2005 \| Cartagena (España) \| Medalla de oro \| Laser \| \| 2006 \| Gdynia (Polonia) \| Medalla de oro \| Laser \| \| 2007 \| Hyères (Francia) \| Medalla de oro \| Laser \| \| 2008 \| Nieuwpoort (Bélgica) \| Medalla de oro \| Laser \| \| 2009 \| Landskrona (Suecia) \| Medalla de oro \| Laser \| \| 2010 \| Tallin (Estonia) \| Medalla de plata \| Laser \| |                          |                   |       |
| Juegos Olímpicos |                          |                   |       |
| Año | Lugar                    | Medalla           | Clase |
| 2008 | Pekín (China)            | Medalla de oro    | Laser |
| Campeonato Mundial |                          |                   |       |
| Año | Lugar                    | Medalla           | Clase |
| 2002 | Hyannis (Estados Unidos) | Medalla de bronce | Laser |
| 2009 | Halifax (Canadá)         | Medalla de oro    | Laser |
| Campeonato Europeo |                          |                   |       |
| Año | Lugar                    | Medalla           | Clase |
| 2000 | Warnemünde (Alemania)    | Medalla de plata  | Laser |
| 2002 | Vallensbæk (Dinamarca)   | Medalla de bronce | Laser |
| 2004 | Warnemünde (Alemania)    | Medalla de plata  | Laser |
| 2005 | Cartagena (España)       | Medalla de oro    | Laser |
| 2006 | Gdynia (Polonia)         | Medalla de oro    | Laser |
| 2007 | Hyères (Francia)         | Medalla de oro    | Laser |
| 2008 | Nieuwpoort (Bélgica)     | Medalla de oro    | Laser |
| 2009 | Landskrona (Suecia)      | Medalla de oro    | Laser |
| 2010 | Tallin (Estonia)         | Medalla de plata  | Laser |